# Mn4Ca klastr
Mn4Ca klastr je uskupení 4 atomů manganu a jednoho atomu vápníku, fungující jako kofaktor fotosystému II. Na Mn4Ca klastru probíhá fotosyntetický rozklad vody. Dvě molekuly vody jsou rozloženy na molekulu kyslíku (O2), 4 protony (uvolněné do lumen thylakoidů) a 4 elektrony, odvedené postupně fotosystémem II.
Mn4Ca klastr se nachází ve fotosystému II poblíž jeho luminální strany (strany směřující do nitra tylakoidů. Je součástí tzv. kyslík-uvolňujícího centra (označovaného v anglických textech jako OEC - oxygen evolving center či oxygen evolving complex, water-oxidizing complex nebo water-splitting complex).
Podle jedné z posledních publikovaných krystalografických struktur fotosystému II jsou 4 atomy manganu a vápenatý kationt propojené dohromady atomy kyslíku sloužících jako oxo-můstky. Proto někdy bývá klastr označován Mn4CaO5 klastr. S Mn4CaO5 klastrem jsou koordinovány také 4 molekuly vody, dvě s atomem vápníku a dvě s jedním z atomů manganu. Některé z nich pravděpodobně slouží jako substrát pro oxidaci. Jako ligandy klastru slouží 8 postranních řetězců proteinu D1 a 2 proteinu CP43. Dva chloridové anionty v blízkosti Mn4CaO5 klastru mají pravděpodobně strukturní funkci a udržují ve správné konformaci části proteinů poskytující ligandy klastru.